# Prince/Auszeichnungen

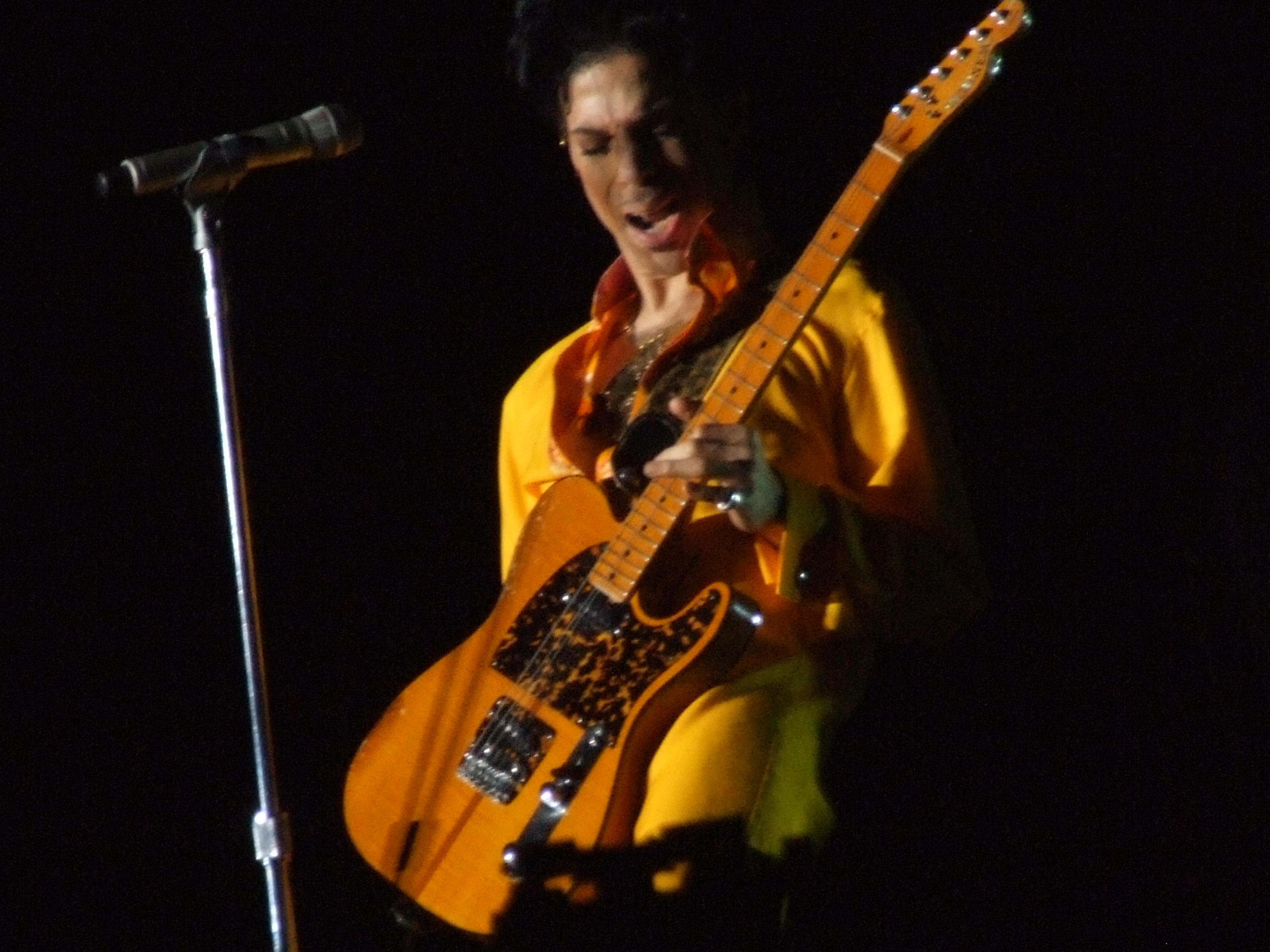
Prince, 2008

Der US-amerikanische Musiker und Komponist Prince erhielt im Verlauf seiner Musikkarriere zahlreiche Auszeichnungen, darunter sieben Grammy Awards. Im Jahr 1985 bekam er einen Oscar in der Kategorie Beste Filmmusik (Best Original Song Score) für den Musikfilm Purple Rain und am 15. März 2004 wurde er in die Rock and Roll Hall of Fame aufgenommen. Zudem befinden sich mit 1999, Purple Rain und Sign “☮” the Times drei Alben von ihm in der Grammy Hall of Fame. 2007 erhielt er einen Golden Globe Award in der Kategorie Bester Filmsong für das Stück The Song of the Heart, das er zum Soundtrack des Animationsfilms Happy Feet beisteuerte.
Das US-Musikmagazin Rolling Stone würdigte die künstlerische Arbeit von Prince mehrfach; beispielsweise ist er jeweils in die Top 20 von Die 100 größten Gitarristen aller Zeiten, Die 100 größten Sänger aller Zeiten und Die 100 größten Songwriter aller Zeiten gewählt worden. Außerdem ist er auf Platz 27 von Die 100 größten Musiker aller Zeiten zu finden. Zudem ist Prince in der Liste Die 500 besten Alben aller Zeiten mit vier Alben vertreten und in der Liste Die 500 besten Songs aller Zeiten sind sechs Songs von ihm platziert.
Postum verlieh ihm am 26. September 2018 die University of Minnesota einen Ehrendoktor für seinen Einfluss auf die internationale Musikszene und seine Heimatstadt Minneapolis.

## Auszeichnungen (Auswahl)

### American Music Awards(USA)
- 1985: Bestes Pop-/Rock-Album (Favorite Pop/Rock Album): Purple Rain[1]
- 1985: Bestes Soul-/R&B-Album (Favorite Soul/R&B Album): Purple Rain[1]
- 1985: Beste Soul-/R&B-Single (Favorite Soul/R&B Single): When Doves Cry[1]
- 1990: Preis für besondere Leistung (Award for Achievement)[2]
- 1995: Preis für besondere Verdienste (Award of Merit)[3]
- 2016: Bester Soundtrack (Top Soundtrack): Purple Rain[4] (Der Preis wurde Prince am 20. November 2016 postum verliehen)

### American Video Awards (USA)
- 1985: Bestes Soul-Musikvideo (Best Soul Video): When Doves Cry[5]
- 1987: Bestes Black-Musikvideo (Best Black Video): Kiss[5]

### AMFT Awards (Online-Auszeichnung)
- 1984: Album des Jahres (Album of the Year): Purple Rain[6]
- 1984: Song des Jahres (Song of the Year): Purple Rain[6]
- 1986: Musikvideo des Jahres (Video of the Year): Kiss[6]
- 2014: Beste R&B Duo/Gruppenleistung (Best R&B Duo/Group Performance): Clouds von Prince feat. Lianne La Havas[7] (aus dem Album Art Official Age)

### ASCAPAwards (USA)
- 1986: Am meisten aufgeführte Songs vom 1. Oktober 1984 – 30. September 1985 (ASCAP Pop Music Awards: Most performed Songs from 1 October ’84 to 30 September ’85): I Feel for You[8]
- 1986: Am meisten aufgeführte Songs vom 1. Oktober 1984 – 30. September 1985 (ASCAP Pop Music Awards: Most performed Songs from 1 October ’84 to 30 September ’85): Purple Rain[8]
- 1986: Am meisten aufgeführte Songs vom 1. Oktober 1984 – 30. September 1985 (ASCAP Pop Music Awards: Most performed Songs from 1 October ’84 to 30 September ’85): Raspberry Beret[8]
- 1986: Am meisten aufgeführte Songs vom 1. Oktober 1984 – 30. September 1985 (ASCAP Pop Music Awards: Most performed Songs from 1 October ’84 to 30 September ’85): When Doves Cry[8]
- 1990: Am meisten aufgeführte Songs aus einem Kinofilm (ASCAP Film and Television Music Awards: Most performed Songs from Motion Picture): Partyman aus dem Film Batman[5]
- 1991: Am meisten aufgeführte Songs aus einem Kinofilm (ASCAP Film and Television Music Awards: Most performed Songs from Motion Picture): Thieves in the Temple aus dem Film Graffiti Bridge[5]
- 1991: Bester Komponist (ASCAP Pop Music Awards: Best Composer): Prince für Kiss aus dem Film Pretty Woman[9]
- 1991: Bester Komponist (ASCAP Pop Music Awards: Best Composer): Prince für Nothing Compares 2 U[5]
- 1992: Am meisten aufgeführte Songs vom 1. Oktober 1990 – 30. September 1991 (ASCAP Pop Music Awards: Most performed Songs from 1 October ’90 to 30 September ’91): Round and Round aus dem Film Graffiti Bridge[10]

### BET Awards(USA)
- 2006: Bester männlicher R&B-Künstler (Best Male R&B Artist)[5]
- 2010: Preis für Lebenswerk (Lifetime Achievement Award)[11]

### Billboard Music Awards(USA)
- 1990: Billboard Music Video Awards: Bestes Musikvideo in der Kategorie Rap/Black, männlich (Best Male Black/Rap): Thieves in the Temple[5] (aus dem Album Graffiti Bridge)
- 2004: Billboard Digital Entertainment Award: Beste Nutzung von Technologie durch einen Künstler (Best Use of Technology by an Artist): Die Website NPG Music Club.com von Prince[12]
- 2004: Billboard Backstage Pass Awards: Bester Entwurf einer Bühne (Top Draw Award): Musicology-Tour[5]
- 2004: Billboard Touring Awards: Bester Entwurf einer Bühne (Top Draw Award): Musicology-Tour[5]
- 2007: Billboard Touring Awards: Erfolgreichste Tournee (Top Boxscore Tour Award): 21 Nights in London[5]
- 2013: Billboard Icon Award[5]

### Black College Radio Awards (USA)
- 2001: Auszeichnung für das Lebenswerk (Lifetime Achievement Award)[5]

### Boston Society of Film Critics(USA)
- 2016: Besondere Auszeichnung für beste Wiederentdeckungen (Special Award for Best Rediscoveries): Prince – Sign O’ the Times[13] (Der Preis wurde Prince am 11. Dezember 2016 postum verliehen)

### BRIT Awards(Vereinigtes Königreich)
- 1985: Bester internationaler Solokünstler (Best International Solo Artist)[1]
- 1985: Bester Soundtrack (Best Soundtrack/Cast Recording): Purple Rain[1]
- 1990: Bester Soundtrack (Soundtrack/Cast Recording): Batman[5]
- 1992: Bester internationaler Solokünstler (Best International Solo Artist)[14]
- 1993: Bester internationaler Solokünstler (Best International Solo Artist)[15]
- 1995: Bester männlicher internationaler Künstler (Best International Male Artist)[16]
- 1996: Bester männlicher internationaler Künstler (Best International Male Artist)[17]

### Celebrate the Soul of American Music Awards (USA)
- 1994: Lebende Legende (Living Legend)[5]

### Edison Award(Niederlande)
- 1987: Bestes Pop-Album International (Best International Pop Album): Parade[5]
- 1989: Bestes Pop-Album International (Best International Pop Album): Lovesexy[5]

### Ehrendoktor (USA)
- 2018: University of Minnesota:[18] Ehrendoktor an Prince für seinen Einfluss auf die internationale Musikszene und seine Heimatstadt Minneapolis (Der Preis wurde ihm postum verliehen)

### Essence Awards (USA)
- 1998: Ehrenpreis (Honorary Award)[19]

### Forbes(USA)
- 2016: Liste der bestbezahlten toten Prominenten: Platz 5 mit 25 Millionen US-Dollar (damals ungefähr 22,5 Millionen Euro)[20]
- 2017: Liste der bestbezahlten toten Prominenten: Platz 7 mit 18 Millionen US-Dollar (damals ungefähr 15,5 Millionen Euro)[21]
- 2018: Liste der bestbezahlten toten Prominenten: Platz 9 mit 13 Millionen US-Dollar (damals ungefähr 11,4 Millionen Euro)[22]
- 2019: Liste der bestbezahlten toten Prominenten: Platz 9 mit 12 Millionen US-Dollar (damals ungefähr 10,8 Millionen Euro)[23]
- 2020: Liste der bestbezahlten toten Prominenten: Platz 10 mit 10 Millionen US-Dollar (damals ungefähr 8,5 Millionen Euro)[24]
- 2021: Liste der bestbezahlten toten Prominenten: Platz 2 mit 120 Millionen US-Dollar (damals ungefähr 103,3 Millionen Euro)[25]
- 2022: Zum ersten Mal ist Prince nicht in den Top 13 zu finden; auf Platz 13 rangierte George Harrison mit 12 Millionen US-Dollar (damals ungefähr 11,9 Millionen Euro)[26]
- 2023: Liste der bestbezahlten toten Prominenten: Platz 6 mit 30 Millionen US-Dollar (damals ungefähr 28,3 Millionen Euro)[27]
- 2024: Liste der bestbezahlten toten Prominenten: Platz 6 mit 35 Millionen US-Dollar (damals ungefähr 32,4 Millionen Euro)[28]

### Fryderyk(Polen)
- 2004: Bestes ausländisches Album (Najlepszy album zagraniczny): Musicology[29]

### Genesis Award(USA)
- 2000: Dolly-Green-Sonderpreis (The Dolly Green Special Achievement): Rave Un2 the Joy Fantastic[30]

### Golden Globe Award(USA)
- 2007: Bester Filmsong (Best Original Song – Motion Picture): The Song of the Heart[31]

### Goldene Himbeere(USA)
- 1987: Schlechtester Film (Worst Picture): Under the Cherry Moon – Unter dem Kirschmond[32]
- 1987: Schlechtester Filmsong (Worst Original Song): Love or Money[32] (B-Seite der Grammy-gekrönten Single Kiss)
- 1987: Schlechtester Hauptdarsteller (Worst Actor): Prince[32]
- 1987: Schlechtester Nebendarsteller (Worst Supporting Actor): Jerome Benton[32]
- 1987: Schlechteste Regie (Worst Director): Prince[32]

### Grammy Awards(USA)
Zu Lebzeiten wurde Prince 37 Mal für einen Grammy nominiert, und zwar in den Jahren 1984 bis 2010; gewonnen hat er ihn sieben Mal. Postum wurde er vier Mal nominiert, gewann bisher aber nicht. Die sieben Grammys bekam Prince in den folgenden Kategorien:
- 1985: Best Album of Original Score Written for a Motion Picture or a Television Special: Purple Rain (Komposition: Prince, John L. Nelson, Lisa Coleman und Wendy Melvoin)[34]
- 1985: Best Rock Performance by a Duo or a Group with Vocal: Purple Rain von Prince and The Revolution[34]
- 1985: Best R&B Song: I Feel for You[34]
- 1987:Best R&B Performance by a Duo or Group with Vocals: Kiss[35]
- 2005: Best Traditional R&B Vocal Performance: Musicology[12] (aus dem gleichnamigen Album)
- 2005: Best Male R&B Vocal Performance: Call My Name[12] (aus dem Album Musicology)
- 2008: Best Male R&B Vocal Performance: Future Baby Mama[12] (aus dem Album Planet Earth)

Postum bekam Prince im Jahr 2025 den Grammy Lifetime Achievement Award für sein Lebenswerk.

### Grammy Hall of Fame (USA)
Die Grammy Hall of Fame wurde im Jahr 1973 gegründet und ehrt Tonaufnahmen, die mindestens 25 Jahre alt sind und von „dauerhafter Qualität“ oder von „historischer Bedeutung“ sind. Es werden sowohl Alben als auch Singles aufgenommen. Prince ist mit folgenden drei Alben vertreten;
- 2008: 1999[38]
- 2011: Purple Rain[37]
- 2017: Sign “☮” the Times[37]

### Helpmann Awards (Australien)
- 2012: Bestes Contemporary-Konzert International (Best International Contemporary Concert): Welcome-2-Australia-Tour[5]
- 2016: Bestes Contemporary-Konzert International (Best International Contemporary Concert): Piano-&-A-Microphone-Tour[5] (Der Preis wurde Prince am 25. Juli 2016 postum verliehen)

### Hollywood Walk of Fame(USA)
Einen Stern auf dem Walk of Fame besitzt Prince nicht. Er sollte zu Lebzeiten zweimal nominiert werden, lehnte diese Auszeichnung aber mit der Begründung „die Zeit ist noch nicht reif“ ab. Im Juni 2024 gaben die Veranstalter aber bekannt, Prince solle 2025 mit einem Stern postum geehrt werden.

### International German Rock Awards (Deutschland)
- 1988: Bestes Pop-Album (Pop Album): Lovesexy[5]

### Juno Award(Kanada)
- 2005: Toningenieur des Jahres (Recording Engineer of the Year): L. Stu Young für das Album Musicology[5]

### Minnesota Black Music Awards (USA)
- 1982: R&B-Künstler (Rhythm & Blues)[5]
- 1983: Musiker des Jahres (Musician of the Year)[41]
- 1984: Contemporary-Urban-Musik-Künstler (Contemporary Urban Music)[5]
- 1984: Wertvollster R&B-Darsteller (Most Valuable R&B Performer)[42]
- 1985: Wertvollster Darsteller (Most Valuable Performer)[43]
- 1986: Botschafter-Preis (Ambassador Award)[5]
- 1988: Bestes Musikvideo (Best Video): Alphabet St.[5]
- 1988: Nationaler R&B-Sänger (National R&B Vocalist)[5]
- 1990: Auszeichnung für 10 Jahre Leistung (10 Year Achievement Award)[5]
- 1997: Preis für Lebenswerk (Lifetime Achievement Award)[44]
- 2010: Legacy-Auszeichnung (Legacy Award)[45]

### Minnesota Music Awards (USA)
- 1981: Musiker des Jahres (Musician of the Year)[46]
- 1982: Musiker des Jahres (Musician of the Year)[47]
- 1983: Album des Jahres (Album of the Year): 1999[48]
- 1983: Band des Jahres (Band of the Year): Prince[48]
- 1983: Männlicher Sänger (Male Vocalist)[41]
- 1983: Musiker des Jahres (Musician of the Year)[41]
- 1983: Schallplattenproduzent (Record Producer): Prince für das Album 1999[41]
- 1983: Single oder EP des Jahres (45 or EP of the Year): Little Red Corvette[48]
- 1984: Aufnahme in die Minnesota Hall of Fame (Hall of Fame)[49]
- 1984: Bester Songwriter (Best Songwriter)[49]
- 1984: Schallplattenproduzent (Records Producer)[49]
- 1985: Album eines Major-Labels (Album Release Major-Label): Purple Rain[50]
- 1985: Band des Jahres (Band of the Year): Prince and The Revolution[50]
- 1985: Künstler des Jahres (Artist of the Year)[50]
- 1985: Männlicher Sänger (Male Vocalist)[50]
- 1985: Musiker des Jahres (Musician of the Year)[50]
- 1985: Schallplattenproduzent (Record Producer): Prince für das Album Purple Rain[50]
- 1985: Single/12 Inch eines Major-Labels (45/12 Inch Record Major-Label): When Doves Cry[50]
- 1985: Songwriter (Songwriter): Prince für When Doves Cry[50]
- 1985: Technische Leistung (Technical Achievement): Prince für den Film Purple Rain[50]
- 1985: Toningenieur (Recording Engineer): Prince und David Rivkin für das Album Purple Rain[50]
- 1986: Bestes Artwork für Schallplattencover (Best Cover Artwork): Laura LiPuma für Around the World in a Day[51]
- 1986: Bester Film (Best Film/Video Score): Under the Cherry Moon – Unter dem Kirschmond[51]
- 1986: Bestes Musikvideo (Best Video): Raspberry Beret[51]
- 1986: Funk – Original Music: Prince and The Revolution[5]
- 1987: Aufnahme/Produktion Film-Soundtrack (Recordings (Production) Movie Soundtrack): Under the Cherry Moon – Unter dem Kirschmond
- 1987: Funk – Männlicher Gesang (Funk Male Vocals)
- 1987: Funk-Gitarrist (Funk Guitar)
- 1987: R&B/Funk Aufnahme (Recording R&B/Funk): Prince and The Revolution
- 1987: R&B/Funk Auftritt (Performing R&B Funk): Prince and The Revolution
- 1987: R&B Männlicher Gesang (R&B Male Vocals)
- 1987: Rock Mainstream-Gitarrist (Rock Mainstream Guitar)[5]
- 1987: Rock Mainstream Männlicher Gesang (Rock Mainstream Male Vocals)
- 1987: Single des Jahres (Single of the Year): Kiss[52]
- 1987: Solokünstler (Performing Solo Artist)
- 1987: Solokünstler (Recording Solo Artist)
- 1988: Album des Jahres (Album of the Year): Sign “☮” the Times[53]
- 1988: R&B/Bands: Aufnahme (R&B/Bands: Recording): Sign “☮” the Times[5]
- 1988: R&B/Bands: Auftretende Band (R&B/Bands: Performing Band): Prince[5]
- 1988: R&B/Bands: R&B Komposition (R&B/Bands: R&B Composition): Sign “☮” the Times (Song) und U Got the Look
- 1988: R&B/Einzelkünstler: Männlicher Vokalist (R&B/Individuals: Male Vocalist)[5]
- 1988: R&B/Individualisten: Gitarrist (R&B/Individuals: Guitarist)[5]
- 1988: Rock/Individualisten: Männlicher Vokalist (Rock/Individuals: Male Vocalist)[53]
- 1988: Rock/Komposition: Mainstream (Rock/Composition: Mainstream): Sign “☮” the Times[5]
- 1988: Rock/Recording: Mainstream (Rock/Recording: Mainstream)[5]
- 1988: Produktion/Film/Theaterstück (Production/Movie/Theatrical): Prince – Sign O’ the Times[5]
- 1988: Produktion/Multimediapartituren (Production/Multi Media Scores): Prince – Sign O’ the Times[5]
- 1989: Album des Jahres (Album of the Year): Lovesexy[54]
- 1989: R&B-Album: Lovesexy[5]
- 1989: R&B-Gitarrist (R&B Guitar)[5]
- 1989: R&B-Komposition (R&B Composition): Alphabet St.[5]
- 1989: Rock – Männlicher Sänger (Rock Male Vocalist)[5]
- 1989: Rock Mainstream Album: Lovesexy[5]
- 1990: Pop/Rock Individual (Pop/Rock Individual): Prince[5]
- 1992: Album/CD des Jahres (Album/CD of the Year): Diamonds and Pearls[55]
- 1992: Song des Jahres (Song of the Year): Cream[55] (aus dem Album Diamonds and Pearls)
- 1993: R&B-Aufnahme (R&B Recording): Love Symbol[56]
- 1993: R&B-Künstler (R&B Artist)[56]
- 1996: Künstler des Jahres (Artist of the Year)[57]
- 1997: R&B-Aufnahme (R&B Recording): Emancipation[58]
- 2000: Künstler des Jahres (Artist of the Year)[59]
- 2000: Major-Label-Album (Major Label Recording): Rave Un2 the Joy Fantastic[59]
- 2000: R&B-Künstler (R&B Artist)[5]
- 2000: R&B-Schallplatte (R&B Record): Rave Un2 the Joy Fantastic[5]
- 2004: Aufnahme National (National Recording): Musicology[5]
- 2004: Gitarrist (Guitarist): Prince[5]
- 2004: Künstler/Gruppe des Jahres (Artist/Group of the Year): Prince[5]
- 2004: R&B-Aufnahme (R&B Recording): Musicology (Album)[5]
- 2004: R&B-Künstler/Gruppe des Jahres (R&B-Group/Artist): Prince[5]
- 2004: Song des Jahres (Song of the Year): Musicology[5] (aus dem gleichnamigen Album)
- 2006: Song des Jahres (Song of the Year): Black Sweat[5] (aus dem Album 3121)
- 2007: Aufnahme in die Minnesota Music Hall of Fame (Minnesota Music Hall of Fame)[60]

### MTV Video Music Awards(USA)
- 1986: Beste Choreografie in einem Musikvideo (Best Choreography in a Video): Raspberry Beret[5]
- 1988: Bester Bühnenauftritt (Best Stage Performance): U Got the Look[5] (aus dem Album Sign “☮” the Times)
- 1988: Bestes männliches Musikvideo (Best Male Video): U Got the Look[5]
- 1992: Bestes Tanzvideo (Best Dance Video): Cream von Prince and The New Power Generation[5] (aus dem Album Diamonds and Pearls)

### NAACP Image Award(USA)
- 1984: Herausragendes Album (Outstanding Album): Purple Rain[5]
- 1984: Herausragender Song (Outstanding Song): When Doves Cry[5]
- 1984: Herausragender männlicher Künstler (Outstanding Male Artist)
- 1984: Herausragender Darsteller in einem Kinofilm (Outstanding Actor in a Motion Picture): Prince im Film Purple Rain[5]
- 1997: Sonderpreis (Special Achievement)[61]
- 2005: Ehrenpreis (Vanguard Award)[12]
- 2005: Herausragendes Album (Outstanding Album): Musicology[5]
- 2007: Herausragender männlicher Künstler (Outstanding Male Artist)[5]

### NARM Awards (USA)
- 1990: Prince bekam für Batman bei den National Association of Recording Merchandisers (NARM), seit 2013 als Music Business Association bekannt, den Preis in der Kategorie „Best Selling Movies/TV Soundtrack Album“[5]

### National Recording Registry(USA)
- 2011: Tondokumente, die als besonders erhaltenswert bezeichnet werden: Purple Rain

### NME Awards(Vereinigtes Königreich)
- 1987: Beste Single (Best Single): Sign “☮” the Times[62]

### Oscar(USA)
- 1985: Beste Filmmusik (Best Original Song Score): Purple Rain[63]

### Pollstar Concert Industry Awards (USA)
- 2005: Tour des Jahres 2004 (2004 Major Tour of the Year): Musicology-Tour[5]
- 2005: Kreativste Bühnenproduktion (Most Creative Stage Production): Musicology-Tour[5]

### Porin(Kroatien)
- 1994: Bestes ausländisches Musikvideo (Najbolji Inozemni Video Program): Diamonds and Pearls – Video Collection[64]

### Premios Ondas(Spanien)
- 2016: Besondere Erwähnung (Mención Especial):[65] (Der Preis wurde Prince am 20. Oktober 2016 postum verliehen)

### Q Award(Vereinigtes Königreich)
- 1990: Songwriter des Jahres (Songwriter of the Year)[5]

### Rhythm and Blues Music Hall of Fame (USA)
- Prince wurde am 21. August 2016 und damit vier Monate nach seinem Tod postum aufgenommen[66]

### Rock and Roll Hall of Fame(USA)
- Prince wurde am 15. März 2004 aufgenommen[12]

### Rockbjörnen(Schweden)
- 1984: Ausländischer Künstler des Jahres

### Rolling Stone(USA)
- 1983: Rolling Stone Musikkritiker-Wahl – Künstler des Jahres 1982 (Rolling Stone Critics Poll – Artist of 1982)[67]
- 1986: Rolling Stone Musikkritiker-Wahl – Beste Single (Rolling Stone Critics Poll – Best Single): Kiss[5]
- 2011: Die 100 größten Musiker aller Zeiten: Platz 27
- 2015: Die 100 größten Songwriter aller Zeiten: Platz 18
- 2020: Die 500 besten Alben aller Zeiten:[68]

Platz 8: Purple Rain

Platz 45: Sign “☮” the Times

Platz 130: 1999

Platz 326: Dirty Mind
- 2021: Die 500 besten Songs aller Zeiten:[69]

Platz 18: Purple Rain

Platz 37: When Doves Cry

Platz 85: Kiss

Platz 339: 1999

Platz 360: Little Red Corvette

Platz 431: Adore (aus dem Album Sign “☮” the Times)
- 2023: Die 100 größten Gitarristen aller Zeiten: Platz 14[70]
- 2023: Die 100 größten Sänger aller Zeiten: Platz 16[71]
- 2024: The 101 Greatest Soundtracks of All Time: Platz 1: Purple Rain[72]

### Songwriters Hall of Fame(USA)
Am 27. Juli 2024 wurde Prince postum in die Songwriters Hall of Fame aufgenommen. Eigentlich sollte er bereits 2013 aufgenommen werden. Die Organisation sieht jedoch vor, dass die aufgenommenen Künstler, sofern sie noch leben, an der Preisverleihungsgala teilnehmen müssen. „Aufgrund seines Terminkalenders musste Prince seine Aufnahme auf einen Zeitpunkt verschieben, an dem er anwesend sein konnte“, so Linda Moran, Präsidentin und CEO der Songwriters Hall of Fame. „Seine Einweihung war ihm sehr wichtig, und er plante, an der Gala im Juni 2016 teilzunehmen“, doch er starb überraschend im April 2016.

### Soul Train Music Awards(USA)
- 1992: Heritage-Preis für herausragende Leistungen in der Unterhaltungsbranche (Soul Train Heritage Award – Career Achievement)[74]
- 2000: Künstler des Jahrzehnts für außergewöhnliche Leistungen (Artist of the Decade for Extraordinary Artistic Achievements – Male)[75]

### Time(USA)
- Im Jahr 2010 zählte Prince zu den 100 einflussreichsten Personen der Welt in der Kategorie „Künstler“ („Artists“)[76]

### UK Music Hall of Fame (Vereinigtes Königreich)
- Prince wurde am 14. November 2006 aufgenommen[5]

### VH1-Honors (USA)
- 1994: Auszeichnung für herausragende Beiträge (Outstanding Contribution Award)[5]

### Webby Awards(USA)
- 2006: Preis für das Lebenswerk (Lifetime Achievement Award)[38]
- 2014: Websites und Mobile Webseites (Websites and Mobile Sites Celebrity/Fan 2014): 3rdEyeGirl[77]
- 2019: Bestes Musikvideo 2019 (Video, Music Video 2019): Mary Don't You Weep[78]

### World Music Awards(weltweit)
- 1989: Nummer-eins-Single in der Welt (Number 1 single in the World): Nothing Compares 2 U[5]
- 1994: Gold-Key-Preis – Der Legenden-Preis (Gold Key Award – The Legend Award)[79]

### World Soundtrack Award(Belgien)
- 2004: World-Soundtrack-Spezial-Preis zum 20. Geburtstag (World Soundtrack Special 20th Anniversary Award): Purple Rain[5]

### Yahoo! Internet Life Awards (USA)
- 1999: Beste nur im Internet veröffentlichte Single (Best Internet Only Single): The War[80]
- 2000: Beste nur im Internet veröffentlichte Single (Best Internet Only Single): One Song[81]
- 2001: Beste nur im Internet veröffentlichte Single (Best Internet Only Single): The Work Part 1[5] (aus dem Album The Rainbow Children)